# كنيسة ودير الفرنسيسكان (عكا)
كنيسة ودير الفرنسيسكان هي كنيسة تقع في وسط السوق الشعبي في مدينة عكا شمالي إسرائيل وتمتاز بمنارتها الشاهقة (برج الأجراس) وبجمالها ولونها البني، شيدت في عهد فخر الدين المعني في أوائل القرن السابع عشر، وبمحاذاة الكنيسة أنشأ رهبان الفرنسيسكان ديراً لهم. ودير الفرنسيسكان هذا يشرف على إدارة مدرسة تيراسنطة الثانوية (الأراضي المقدسة= Terra sancta).
وكان إنشائه، تخليدا لقدوم مار فرنسيس إلى الأراضي المقدسة كما شهد فيما بعد مغادرته لها، والذي حل في دير الرهبان الفرنسيسكان الذي أقيم سنة 1217 محاذيًا للسور في الجهة الشمالية الغربية. ومن عكا انطلق فرنسيس الأسيزي لزيارة الأماكن المقدسة، وكان أشدها تأثيرًا عليه مغارة بيت لحم والجلجلة.
تلك كانت بداية الآباء الفرنسيسكان في الأرض المقدسة والتي مضى على وجودهم فيها منذ ذلك الحين حتى يومنا الحاضر أكثر من سبعة قرون ونيّف. وما استقر المقام بالآباء الفرنسيسكان في الأرض المقدسة حتى راحوا يؤكدون وجودهم من خلال اقامة الأديرة والكنائس في معظم بلاد الشرق العربي. ولما توطد وجود الآباء الفرنسيسكان في جوار الأراضي المقدسة، باذلين كل جهودهم للقيام على خدمة تلك الأماكن والنهوض في مستوى حياة المجتمعات المحلية المحيطة بها، فقد نالوا مباركة الكرسي الرسولي في الفاتيكان، وكان أن منحهم لقب «حراس الأراضي المقدسة».

## طالع أيضًا
- كنيسة القديس يوحنا
- كنيسة ودير سانت جورج.
- المسيحية في إسرائيل.
- عكا.